# Philip Larsen
Philip Elzer Gade Larsen (Esbjerg, 7 dicembre 1989) è un hockeista su ghiaccio danese.
Dal 2016 milita nei Vancouver Canucks. In precedenza ha indossato le casacche di Jokerit (2015-2016), HC Yugra (2014-2015), Edmonton Oilers (2013-2014), Oklahoma City Barons (2013-2014), Dallas Stars (2009-2011, 2011-2012, 2012-2013), Lukko Rauma (2012-2013), Texas Stars (2010-2012) e altre squadre.
Con la nazionale danese ha preso parte a quattro edizioni dei mondiali (2009, 2010, 2012 e 2013).